# Jordi I Dadiani
Jordi I Dadiani fou mtavari de Mingrèlia cap al 1300 i fins al 1323. Succeí al seu pare Tsotne Dadiani, que el va associar al govern. El 1320 es va fer independent. Va morir el 1323 i el va succeir el seu fill Mamia I Dadiani.